# Olympische Sommerspiele 1968/Teilnehmer (Mongolei)
| Gelbes Symbol für Goldmedaillen mit stilisierten Olympischen Ringen | Graues Symbol für Silbermedaillen mit stilisierten Olympischen Ringen | Braundes Symbol für Bronzemedaillen mit stilisierten Olympischen Ringen |
| ------------------------------------------------------------------- | --------------------------------------------------------------------- | ----------------------------------------------------------------------- |
| —                                                                   | 1                                                                     | 3                                                                       |

Die Mongolei nahm an den Olympischen Sommerspielen 1968 in Mexiko-Stadt mit einer Delegation von 16 Sportlern (zwölf Männer und vier Frauen) teil.

## Medaillengewinner

### Silber
| Name                     | Sportart | Wettkampf               |
| ------------------------ | -------- | ----------------------- |
| Dschigdschidiin Mönchbat | Ringen   | Mittelgewicht, Freistil |

### Bronze
| Name                           | Sportart | Wettkampf                |
| ------------------------------ | -------- | ------------------------ |
| Tschimedbadsaryn Damdinscharaw | Ringen   | Fliegengewicht, Freistil |
| Dandsandardschaagiin Sereeter  | Ringen   | Leichtgewicht, Freistil  |
| Tömöriin Artag                 | Ringen   | Weltergewicht, Freistil  |

## Teilnehmer nach Sportarten

### Leichtathletik
- Daschdsewegiin Namdschilmaa
Frauen, Diskuswerfen: 12. Platz

### Ringen
- Tschimedbadsaryn Damdinscharaw
Fliegengewicht, Freistil: Bronze

- Badsaryn Süchbaatar
Bantamgewicht, Freistil: in der 4. Runde ausgeschieden

- Tsedendambyn Natsagdordsch
Federgewicht, Freistil: in der 3. Runde ausgeschieden

- Dandsandardschaagiin Sereeter
Leichtgewicht, Freistil: Bronze

- Tömöriin Artag
Weltergewicht, Freistil: Bronze

- Dschigdschidiin Mönchbat
Mittelgewicht, Freistil: Silber

- Chorloogiin Bajanmönch
Halbschwergewicht, Freistil: 5. Platz

- Öldsiisaichany Erdene-Otschir
Schwergewicht, Freistil: 6. Platz

### Schießen
- Tüdewiin Mjagmardschaw
Schnellfeuerpistole: 47. Platz
Freie Scheibenpistole: 19. Platz

- Jondondschamtsyn Batsüch
Freies Gewehr Dreistellungskampf: 27. Platz
Kleinkaliber Dreistellungskampf: 48. Platz
Kleinkaliber liegend: 69. Platz

- Mendbajaryn Dschantsanchorloo
Kleinkaliber Dreistellungskampf: 27. Platz
Kleinkaliber liegend: 73. Platz

### Turnen
- Dsagdbadsaryn Dawaanjam
Einzelwettkampf: 98. Platz
Barren: 99. Platz
Bodenturnen: 97. Platz
Pferdsprung: 102. Platz
Reck: 108. Platz
Ringe: 86. Platz
Seitpferd: 89. Platz

- Jadamsürengiin Tujaa
Frauen, Einzelwettkampf: 59. Platz
Frauen, Bodenturnen: 71. Platz
Frauen, Pferdsprung: 95. Platz
Frauen, Schwebebalken: 48. Platz
Frauen, Stufenbarren: 67. Platz

- Tsagaandordschiin Gündegmaa
Frauen, Einzelwettkampf: 59. Platz
Frauen, Bodenturnen: 78. Platz
Frauen, Pferdsprung: 78. Platz
Frauen, Schwebebalken: 36. Platz
Frauen, Stufenbarren: 55. Platz

- Dordschiin Norolchoo
Frauen, Einzelwettkampf: 97. Platz
Frauen, Bodenturnen: 84. Platz
Frauen, Pferdsprung: 97. Platz
Frauen, Schwebebalken: 72. Platz
Frauen, Stufenbarren: 100. Platz